# Jane Little
Jane Little (nacida Jane Finley; Atlanta, 2 de febrero de 1929 - 15 de mayo de 2016) fue una contrabajista, una de los miembros fundadores de la Atlanta Youth Symphony Orchestra, que fue precursora de la Orquesta Sinfónica de Atlanta, donde tocó desde los 16 años de edad hasta su muerte con 87.

## Vida
Nacida en Atlanta, estudió en la Universidad de Georgia, situada al noreste de Atlanta. 
En septiembre de 1953, a la edad de 24 años, se casó con Warren Little, el flautista principal de la Orquesta Sinfónica de Atlanta, y estuvieron casados durante 41 años.

## Carrera
Según el Libro Guinness de los récords, Jane Little ostenta el récord mundial de permanencia en una orquesta, plusmarca que consiguió el 1 de febrero de 2016 después de haber tocado por primera vez con la orquesta el 4 de febrero de 1945. El anterior récord perteneció a Frances Darger, violinista durante setenta años en la Utah Symphony.
El 15 de mayo de 2016, Jane Little se desplomó en el escenario mientras interpretaba There's No Business Like Show Business y murió poco después ese mismo día. Había estado sometida a tratamiento contra el mieloma múltiple, un tipo de cáncer de la médula ósea.